# Xulio Ríos

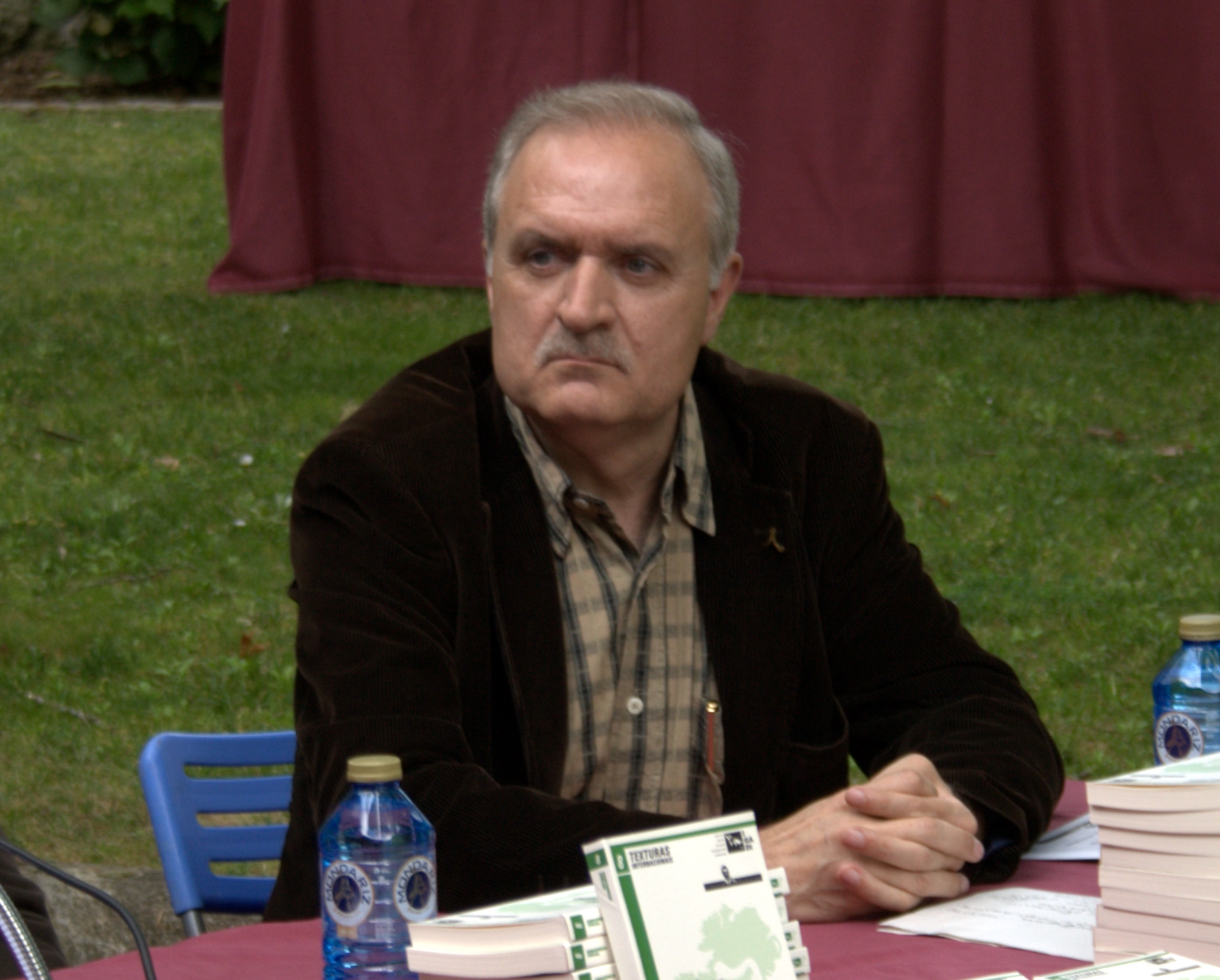
Detracto de Xulio Rois

Xulio Ríos Paredes, nacido en Moaña el 2 de octubre de 1958, es un ensayista gallego especializado en política internacional.

## Trayectoria
Graduado Social y licenciado en Derecho por la Universidad de Santiago de Compostela. Es director del Instituto Gallego de Análisis y Documentación Internacional desde su fundación en 1991, así como de la Fundación Plácido Castro.
Participa en numerosas publicaciones y revistas, tanto gallegas como internacionales. Dirige "Tempo Exterior", revista gallega de análisis y estudios internacionales, y es miembro de los Consejos Asesores de Casa Asia y de la Fundación Carlos Casares, miembro correspondiente de la Real Academia Gallega y de la comisión de cultura gallega en el exterior del Consello da Cultura Galega. Es, también, director del Observatorio de la Política China y promotor y coordinador de la Red Iberoamericana de Sinología. Dirige el Informe Anual sobre Política China que se publica desde 2007, y desde 2011, el Simposio Electrónico Internacional sobre Política China.

## Obras

### Ensayo
- La conversión de Polonia, 1991, Ediciones de la Cumbre.
- Galicia y la Sociedad de las Naciones, 1992, Galaxia.
- ¿Qué fue de aquel sueño?, 1992, Generales.
- China, la próxima superpotencia, 1997, Laiovento.
- Hong Kong, camino de vuelta, 1997, Laiovento.
- Plácido Castro, símbolo de la universalidad del nacionalismo gallego, 1997, Ir Yendo.
- A China por dentro, 1998, Generales.
- Lois Tobío, el diplomático que quiso y supo ejercer de gallego en el mundo, 2004, Ir Yendo.
- Nosotros en el Mundo. Una política exterior para Galicia, 2010, Galaxia.

### Traducción
- El arte de la guerra, de Sun Tzu, 2013, Teófilo Ediciones.

### Obras colectivas
- El conflicto de los Balcanes: la ex-Yugoslavia, 1994, Ir Indo. Con Carlos Méixome y Laudelino Pellitero.
- Pensar la democracia, 1994, Editorial Inquérito, (Lisboa).
- Rusia: de los orígenes a la quiebra de un modelo, 1996, Ir Indo. Con Carlos Méixome y Laudelino Pellitero.
- Cuba, independencia y revolución, 1998, Ediciones de la Cumbre. Con Carlos Méixome y Laudelino Pellitero.
- Palabras con fondo, 2001, Hondo Gallego de Cooperación y Solidaridad.
- Siempre en el mundo, 2001, IGADI.
- La acción exterior de las CCAA españolas en América Latina: el caso de Galicia, 2002, Aieti.
- Plácido Castro, en el centenario, 2002, IGADI.
- Homenaje a don Paco del Riego, hijo adoptivo de Nigrán, 2003, Ediciones de la Cumbre.
- Galicia, un país en el mundo: conmemoración cívica 70 aniversario del reconocimiento internacional de Galicia como una nacionalidad. Recuerdo de Plácido Castro, Vigo 18 de septiembre de 2003, 2004, Ediciones del Castro.
- Libro blanco de la acción exterior de Galicia, 2005, Junta de Galicia.
- Congreso Plácido Castro en su tiempo, 2006, Junta de Galicia.
- Galicia solidaria, 2009, Generales.
- Al lado de Beiras. Homenaje nacional, 2011, Galaxia.
- El vistazo exterior del nacionalismo gallego, 2011, Fundación Galicia Siempre.
- Ramón Lugrís. Siempre Galicia, siempre Europa, 2016, IGADI.

### Ediciones
- Naciones Unidas. Textos fundamentales, 1995, Generales.
- Los derechos de la humanidad, 1998, Generales.
- Una escolma periodística, de Plácido Castro, 2002, Ediciones del Castro.
- El perdurable legado de Fernando Pérez-Barreiro, 2015, Ediciones de la Cumbre.

## Obras en castellano

### Ensayo
- China: ¿superpotencia del siglo XXI?, 1997, Icaria.
- La política exterior de China, la diplomacia de una potencia emergente, 2005, Bellaterra.
- Taiwán, el problema de China, 2005, La Catarata.
- Mercado y control político en China, 2007, La Catarata.
- China de la A a la Z: diccionario general de expresiones chinas, 2008, Editorial Popular, Madrid.
- China en 88 preguntas, 2010, La Catarata.
- China pide paso, 2012, Icaria.
- China Moderna. Una inmersión rápida. 2016. Tibidabo.
- La metamorfosis del comunismo en China: una historia del PCCh (1921-2021), 2021, Kalandraka.
- Marx & China: la sinización del marxismo, 2025, Ediciones Akal.

### Obras colectivas
- Las relaciones hispano-chinas. Historia y futuro, 2013, La Catarata.